# Чемпионат мира по биатлону 1983
20-й чемпионат мира по биатлону прошёл в Италии, в Антольце в 1983 году.

## Мужчины

### Спринт 10 км
| Место | Страна   | Спортсмен       | Время | Стр. |
| ----- | -------- | --------------- | ----- | ---- |
| 1     | Норвегия | Эйрик Квальфосс | ...   | ...  |
| 2     | ФРГ      | Петер Ангерер   | ...   | ...  |
| 3     | Австрия  | Альфред Эдер    | ...   | ...  |

### Индивидуальная гонка на 20 км
| Место | Страна | Спортсмен       | Время | Стр. |
| ----- | ------ | --------------- | ----- | ---- |
| 1     | ГДР    | Франк Ульрих    | ...   | ...  |
| 2     | ГДР    | Франк-Петер Рёч | ...   | ...  |
| 3     | ФРГ    | Петер Ангерер   | ...   | ...  |

### Эстафета 4 × 7,5 км
| Место | Страна   | Спортсмен                                                     | Время | Стр. |
| ----- | -------- | ------------------------------------------------------------- | ----- | ---- |
| 1     | СССР     | Альгимантас Шална Юрий Кашкаров Пётр Милорадов Сергей Булыгин | ...   | ...  |
| 2     | ГДР      | Франк Ульрих Матияс Юнг Матияс Якоб Франк-Петер Рёч           | ...   | ...  |
| 3     | Норвегия | Хьелль Сёбак Эйрик Квальфосс Одд Лирхус Эивинд Нерхаген       | ...   | ...  |

## Зачет медалей
| Место | Страна   | Золото | Серебро | Бронза | Итого |
| ----- | -------- | ------ | ------- | ------ | ----- |
| 1     | ГДР      | 1      | 2       | 0      | 3     |
| 2     | Норвегия | 1      | 0       | 1      | 2     |
| 3     | СССР     | 1      | 0       | 0      | 1     |
| 4     | ФРГ      | 0      | 1       | 1      | 2     |
| 5     | Австрия  | 0      | 0       | 1      | 1     |